# Монталто Павезе
Монта̀лто Павѐзе (на италиански: Montalto Pavese, на местен диалект: Muntalt, Мунталт) е село и община в Северна Италия, провинция Павия, регион Ломбардия. Разположено е на 380 m надморска височина. Населението на общината е 893 души (към 2017 г.).